# 1. Wiener Neustädter SC (1908)
Der 1. Wiener Neustädter SC war ein österreichischer Fußballverein aus Wiener Neustadt in Niederösterreich.

## Geschichte
Der Verein wurde 1908 von den Wiener Studenten Emmerich Sommer, Franz Eichler, Julius Bendek sowie Alois und Hans Meszaros mit den Vereinsfarben blau-weiß gegründet. In dem neuen Fußballklub gingen die damals losen Spielvereinigungen SC Edelweiß und FC Graphia auf.

### 1908–1936
Von 1923 bis 1926 wurde der 1. Wiener Neustädter Sportclub viermal in Folge niederösterreichischer Landesmeister, der größtmögliche Erfolg für einen niederösterreichischen Amateur-Verein zur damaligen Zeit. In der Saison 1935/36 wurde der Verein erneut niederösterreichischer Landesmeister und qualifizierte sich damit für die österreichische Amateurstaatsmeisterschaft.
In der ersten Runde verlor der 1. Wiener Neustädter SC gegen den steirischen Meister SK Sturm Graz das Auswärtsspiel zwar mit 1:6, kam aber mit einem 6:0-Sieg im Rückspiel eine Runde weiter. Gegen den burgenländischen Vertreter SC Hutter & Schrantz Pinkafeld setzten sich die Niederösterreicher klar mit 6:2 und 2:0 durch und erreichten damit das Finale. Dort war ihnen auch der Tiroler Landesmeister Innsbrucker AC klar unterlegen. Die Wiener Neustädter gewannen mit 3:2 und 6:0 und wurden erstmals Österreichischer Amateurstaatsmeister.

### 1937–1945
Dem Landesmeistertitel von 1936/37 folgte wieder das Antreten bei der Amateurmeisterschaft. Die erste Runde überstanden die Niederösterreicher nur per Losentscheid nach einem 1:2 und 2:1 gegen den steirischen Landesmeister SV Donawitz. In der zweiten Runde schied der 1. Wiener Neustädter SC gegen den späteren Gewinner Post SV Wien mit 2:5 und 4:2 knapp aus.
Nachdem in der Zeit des Nationalsozialismus der Professionalismus verboten wurde, konnte auch der 1. Wiener Neustädter SC theoretisch in die landeshöchste Liga aufsteigen. Der 1. Wiener Neustädter SC scheiterte allerdings 1938 am Stadtkonkurrenten ESV Wacker Wiener Neustadt und belegte mit drei Punkten Rückstand nur den zweiten Platz, während der Letztere in die Gauliga XVII einzog. Auch in der darauf folgenden Saison belegte man nur den zweiten Rang in der neu gegründeten Bezirksklasse Ost, die nunmehr eine der zweiten Spielstufen darstellte. Im Finale um die Meisterschaft von Niederdonau unterlag der Verein in der Saison 1941/42 dem LSV Markersdorf an der Pielach und verpasste damit erneut die Qualifikation zur höchsten Spielklasse.

### 1946–1959
Die offizielle Neugründung nach dem Zweiten Weltkrieg erfolgte am 2. Februar 1946; jedoch wurde bereits 1945 eine konkurrenzfähige Mannschaft gebildet, die sich 1945/46 erneut den Landesmeistertitel holte. Im Jahr 1950 eroberte der 1. Wiener Neustädter SC den nächsten niederösterreichischen Landesmeistertitel, und nach harten Qualifikationsspielen gegen den burgenländischen ASV Siegendorf und den steirischen ESV Austria Graz folgte als Lohn der Aufstieg in die Staatsliga A. Dort belegte der Verein nur den 12. und vorletzten Rang und musste in die inzwischen eingerichtete Staatsliga B absteigen.
1951/52 qualifizierten sich die Wiener Neustädter mit dem 3. Rang in der zweiten Spielstufe für die Aufstiegsrelegation zur Staatsliga A gegen den Westmeister Salzburger AK 1914. Ein 3:3 im Heimspiel war aber zu wenig, nachdem das erste Spiel auswärts mit 2:5 verloren wurde. Die folgenden Jahre brachten Plätze im Mittelfeld, bis schließlich in der Saison 1958/59 mit dem berühmten ehemaligen Nationalspieler Adolf Huber als Trainer der Meistertitel in der Staatsliga B den Wiederaufstieg in die Staatsliga A fixierte.

### 1960–1966
Die absoluten Höhepunkte in der Staatsliga-A-Saison von 1959/60 waren die Heimspiele gegen Rapid, Austria und den Wiener Sport-Club, bei denen das Stadion jedes Mal mit über 10.000 Zusehern überfüllt war. Am Ende der Saison erreichte der Verein den 8. Rang. Nach dem Abstieg in der Folgesaison holten die Niederösterreicher sofort den Meistertitel der Regionalliga Ost und sicherten sich für die Jahre von 1963/64 bis 1966/67 wieder ihren Platz in der obersten Liga.
Ein weiterer Höhepunkt war 1965 das Erreichen des österreichischen Finales im ÖFB-Cup unter dem renommierten Trainer Adolf Patek, welches die Mannschaft gegen den LASK Linz mit 1:2 verlor. Da die Linzer in dieser Saison aber auch den Meistertitel holten, durfte der 1. Wiener Neustädter SC erstmals im Europacup der Cupsieger antreten. Wiener Neustadt schied jedoch bereits in der ersten Runde gegen den rumänischen Vertreter Știința Cluj (Klausenburg) aus.

### 1967–1998
Nach dem Abstieg aus der obersten Spielklasse (1966/67) spielte der Verein in der zweiten Leistungsstufe (bis 1974 Regionalliga Ost, ab 1975 2. Division). Am Ende der Saison 1980/81 folgte dann der Abstieg in die dritte Spielstufe (Regionalliga Ost), in der man bis zur Saison 1992/93 blieb.
1993/94 und 1994/95 spielten die Niederösterreicher wieder in der 2. Division, mussten dann aber wieder den Weg in die Regionalliga antreten. Dort konnte sich der Verein bis zur Saison 1997/98 halten, bevor er erstmals in der Vereinsgeschichte in die vierte Spielklasse, die niederösterreichische Landesliga, absteigen musste.

### 1999–2009
Der Verein spielte zunächst von 1998/99 bis 2003/04 in der niederösterreichischen Landesliga, ehe er in die 2. Niederösterreichische Landesliga Ost absteigen musste. Dort spielt der Verein bis einschließlich der Saison 2008/09.

### Auflösung
Ende 2008 wurde beschlossen, dass nach Ablauf der Saison 2008/09 der FC Magna Wiener Neustadt die Mannschaften des Ersten Wiener Neustädter SC übernehmen sollte. Der Verein wurde am 27. April 2010 behördlich aufgelöst.

## Ligenteilnahme
- Staatsliga A (1):	1950/51, 1959/60–1961/62, 1963/64–1966/67
- Staatsliga B (2):	1951/52–1958/59
- Nationalliga (2):	1974/75
- Regionalliga Ost (2):	1962/63, 1967/68–1973/74
- Bundesliga – 2. Division (2):	1975/76–1980/81, 1993/94–1994/95
- Regionalliga Ost (3):	1981/82–1992/93, 1995/96–1997/98
- Niederösterreichische Landesliga (4):	1998/99–2003/04
- 2. Niederösterreichische Landesliga Ost (5): 2004/05–2008/09

## Erfolge
- Österreichischer Cupfinalist: 1965 und Teilnahme EC der Cupsieger: 1965/66
- Österreichischer Amateurstaatsmeister: 1935/36
- VAFÖ-Landesmeister Niederösterreich: 1929, 1933
- Meister der NÖ 1. Klasse Süd: 1934/35
- Meister der Gruppe B Niederdonau: 1941/42
- Meister der Staatsliga B: 1958/59
- Meister der Regionalliga Ost: 1963/63, 1992/93
- Niederösterreichischer Landesmeister: 1923, 1924, 1925, 1926, 1936, 1937, 1946, 1950

## Europapokalbilanz
| Saison  | Wettbewerb                  | Runde    | Gegner       | Gesamt | Hin     | Rück    |
| ------- | --------------------------- | -------- | ------------ | ------ | ------- | ------- |
| 1965/66 | Europapokal der Pokalsieger | Vorrunde | Știința Cluj | 0:3    | 0:1 (H) | 0:2 (A) |

Gesamtbilanz: 2 Spiele, 2 Niederlagen, 0:3 Tore (Tordifferenz −3)

## Trainer
- Ladislav Kuna (1992–1993)

## Spieler
Österreichische Nationalspieler
- Oskar Kohlhauser 3 Länderspiele von 1956 bis 1962 (1. Wiener Neustädter SC 1; SV Stickstoff Linz 2)
- Rudolf Pichler 3 Länderspiele und 1 Tor von 1955 bis 1960 (FK Austria Wien 1; 1. Wiener Neustädter SC 2)

Aus der Jugend des Vereins
- Christian Fuchs 2001 von der SVg Pitten Hamburger, ab der Saison 2003/2004 zum SV Mattersburg
- Cem Atan Bundesligaspieler beim SV Mattersburg

## Stadion
Das Wiener Neustädter Stadion wurde 1954 für 15.000 Zuseher erbaut. Es bot eine Kapazität von 1.180 überdachten Sitzplätzen, 500 überdachten Stehplätzen und 10.000 einfachen Stehplätzen, bevor es zur Heimstätte des SC Magna Wiener Neustadt wurde.
Die Zuschauerzahlen bei Spielen des 1. Wiener Neustädter SC bewegten sich seit dem letzten Abstieg in die 2. Landesliga Ost und der daraus resultierenden Fünftklassigkeit im dreistelligen Bereich. Nur selten wurden mehr als 1000 Zuseher angezogen.